# Fondo (Traversella)
Fondo (Fond in piemontese) è una frazione di Traversella in Valchiusella.

## Toponimo
Prende il nome dal fatto che si trova al termine della valle, al fondo della valle.

## Caratteristiche
A Fondo termina la strada che percorre la Valchiusella. Continua solamente una strada sterrata che conduce alle frazioni superiori e particolarmente a Tallorno, con bella Chiesa di pietra.
Il Chiusella lambisce l'abitato della frazione.
Poco sopra la frazione si trova la cascata formata dal torrente Burdeiver  zona sempre molto frequentata da turisti e gitanti.

## Escursionismo ed alpinismo
Fondo è luogo di partenza per numerose escursioni e salite alpinistiche in alta Valchiusella:
- Monfandì - 2.820 m
- Monte Marzo - 2.756 m
- Bocchetta delle Oche - 2.415 m - percorso del GTA

## Galleria d'immagini

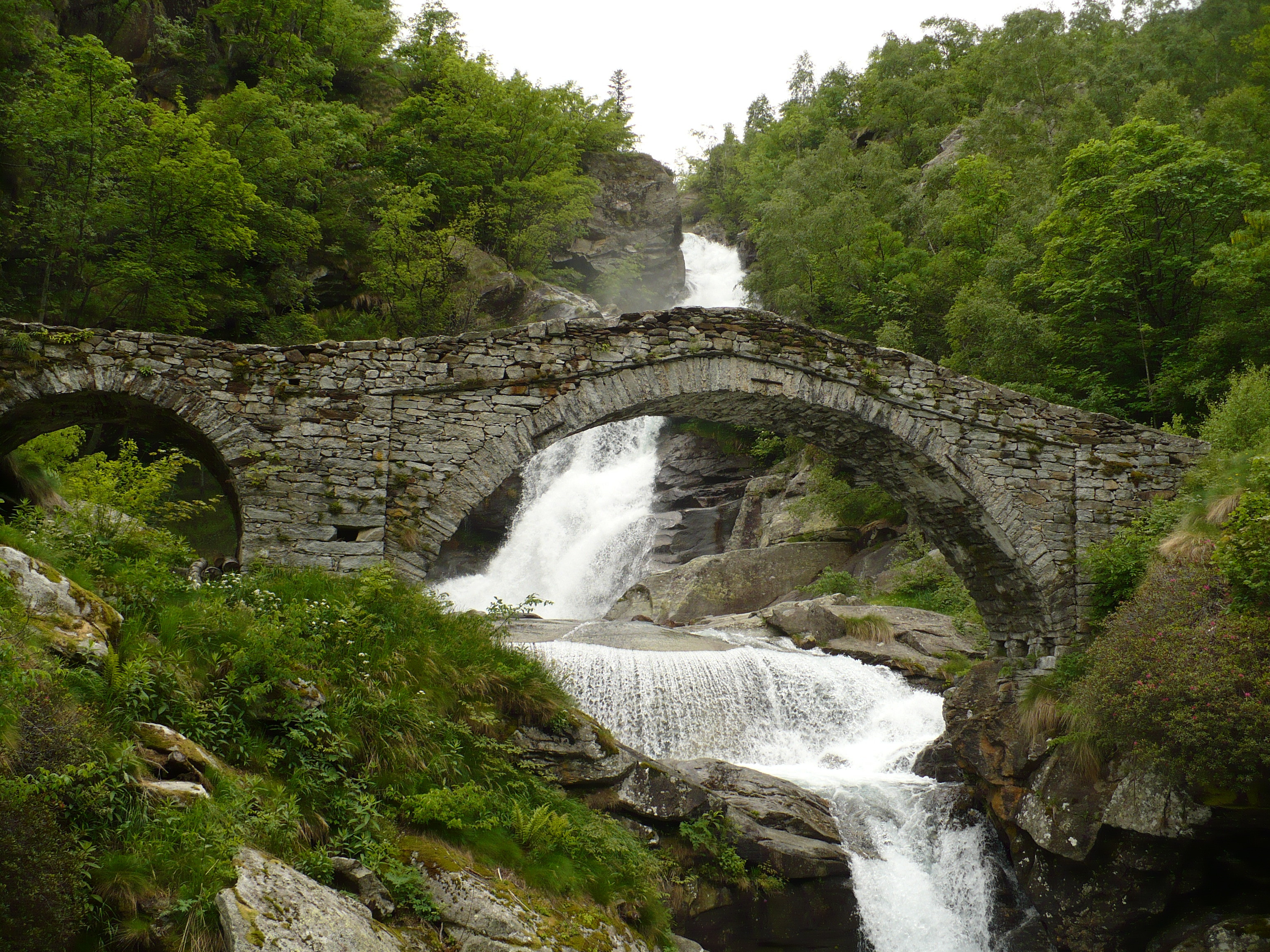
Cascata del torrente Burdeiver affluente del Chiusella
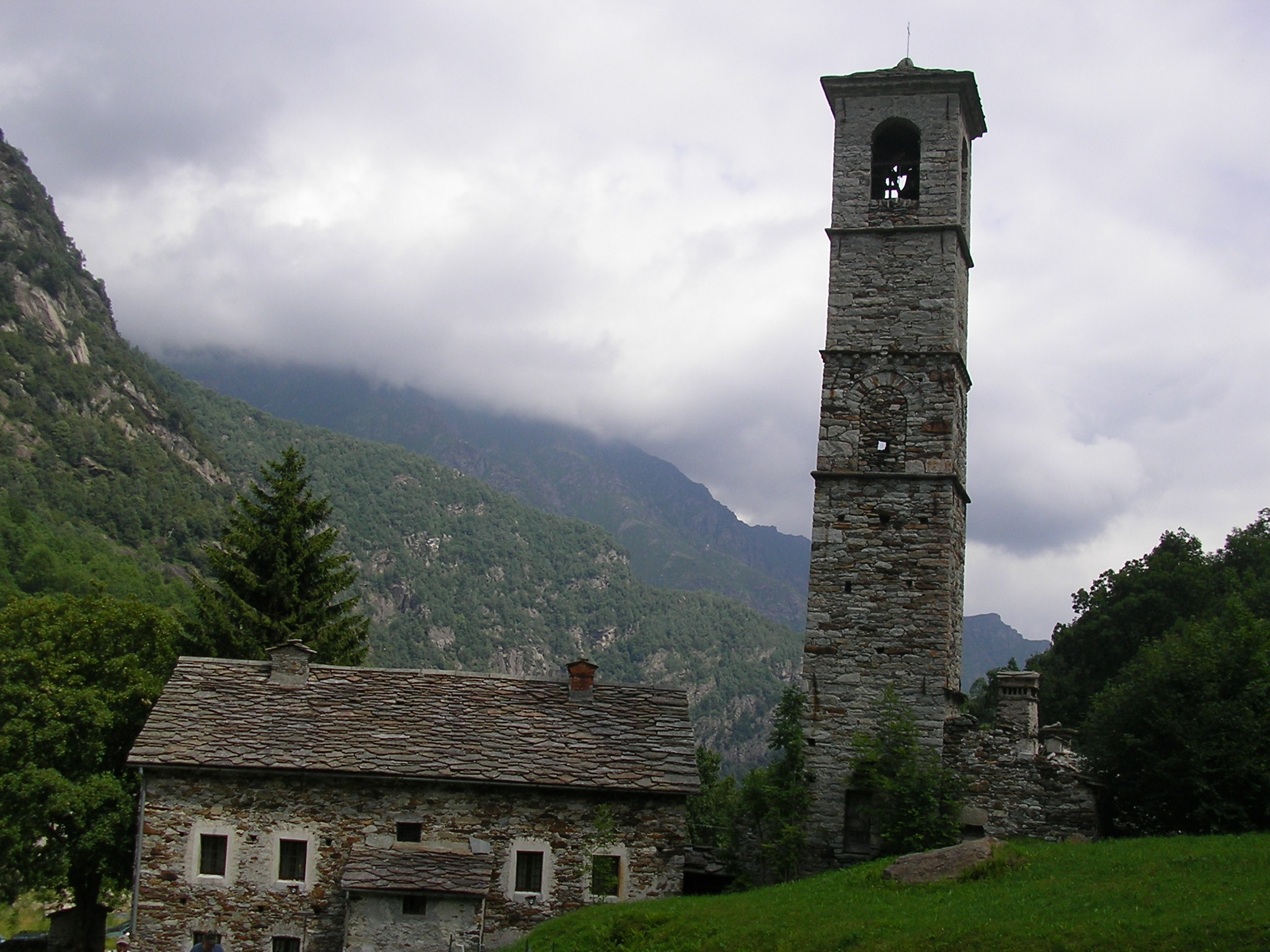
Il Campanile della Chiesa di San Bernardo a Fondo
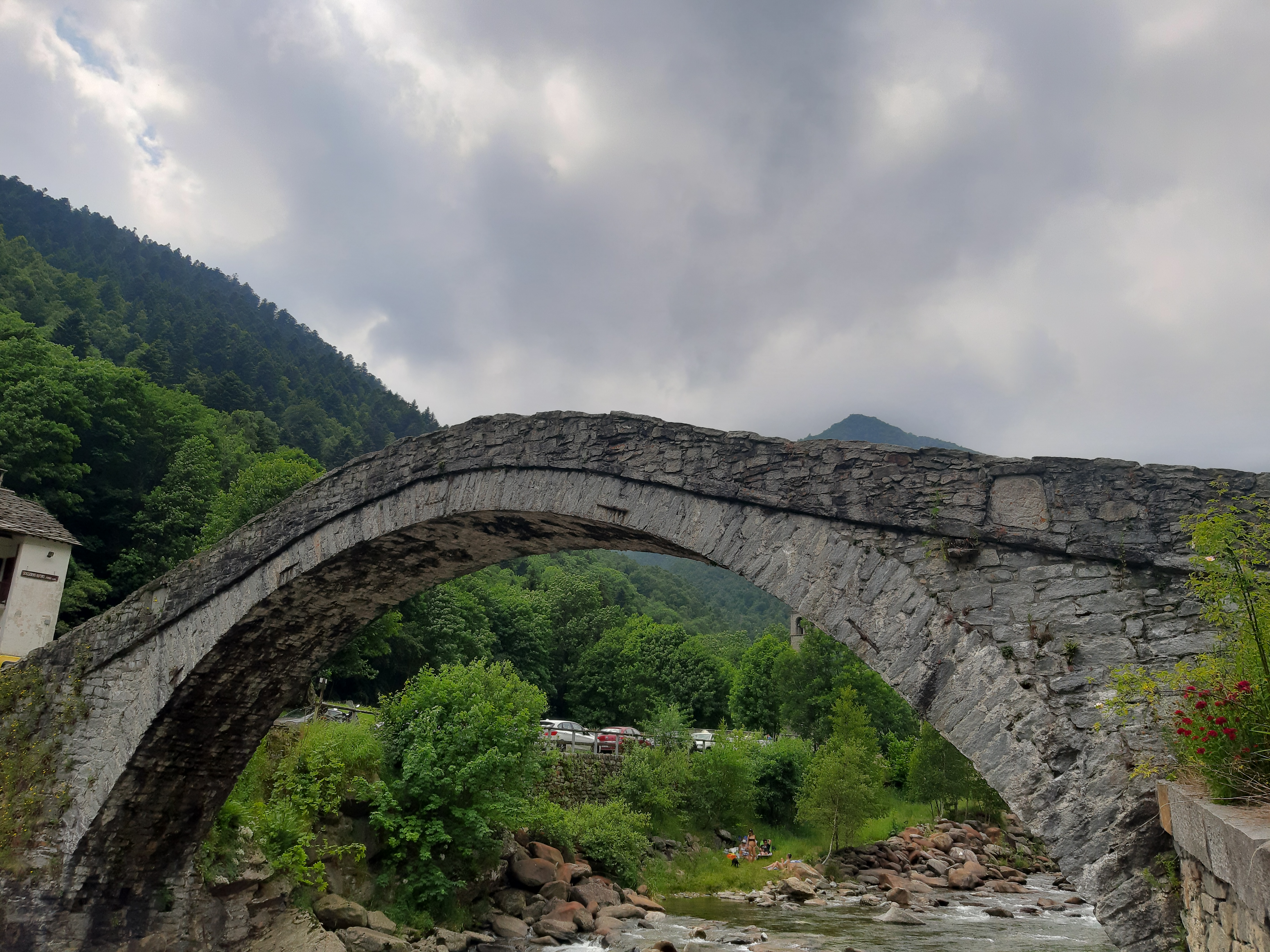
Ponte di Fondo
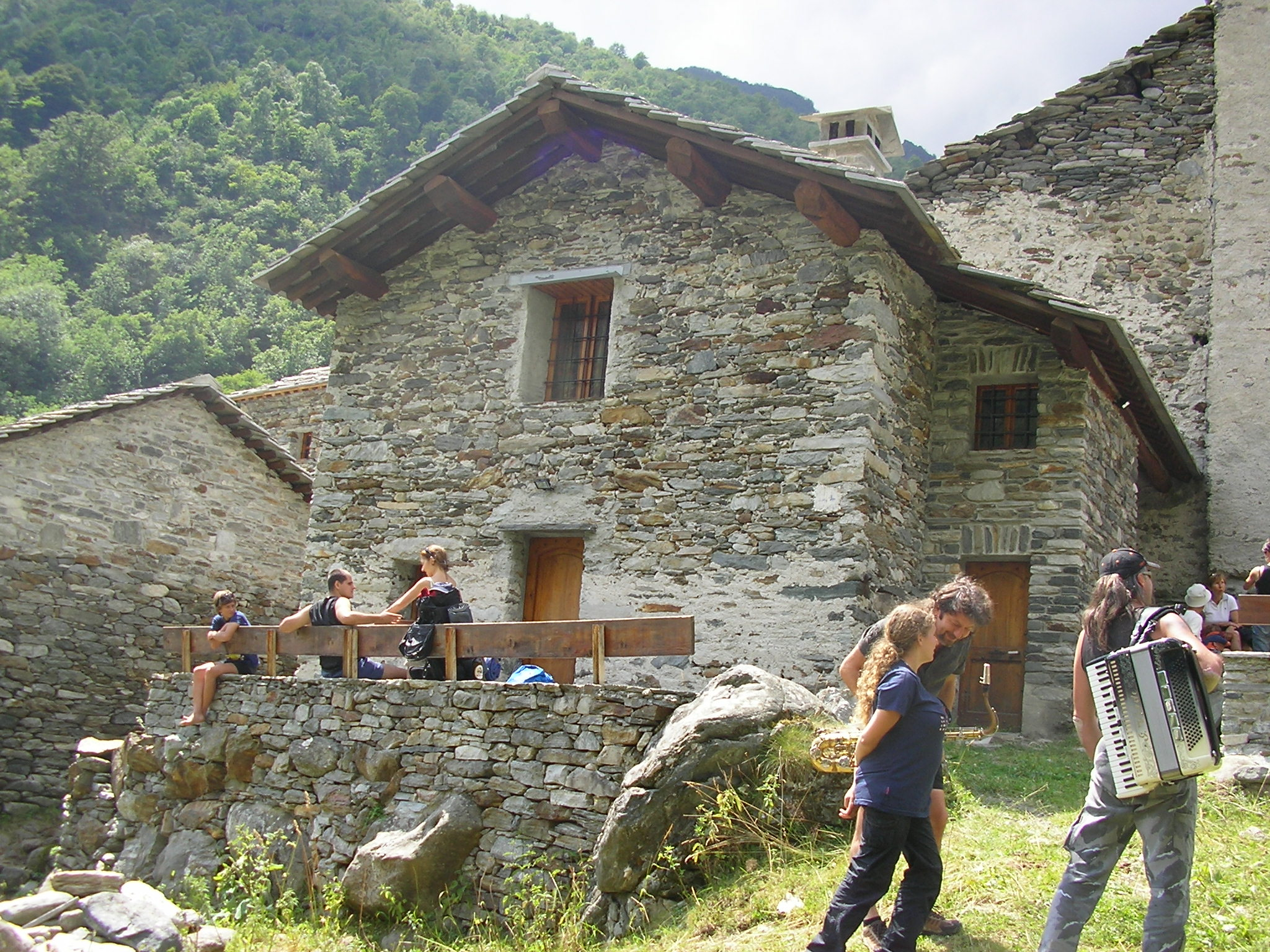
Festa nella Frazione Tallorno